# الديانة الآتونية

آتون يبعث أشعته فتمد الأرض بالحياة. (في أخر كل شعاع عنخ رمز الحياة).

كانت دولة إله الشمس ذات الاتساع الشاسع المدى قد بدأت مع عصر الأهرام. ولكن هذا الإله كان يحكم مصر فحسب وكان مركز عبادته في «هليوبوليس» (عين شمس حاليا بالقرب من القاهرة). ونجده في أنشودة الشمس بمتون الأهرام يقف حارسًا على الحدود المصرية ليقيم الحواجز التي تمنع الأجانب من دخول مملكته المحروسة -مصر-. وتعددت عبادة آلهة مختلفة في أقطار مصر، إلا أن كان هناك إله ذائع الصيت من شمال مصر وجنوبها، ذاع صيته خلال الدولة الحديثة وأصبح آمون رع، وحرص كل فراعنة الدولة الحديثة على إقامة المعابد والصروح له في طيبة (الأقصر حاليًا). من هؤلاء الفراعنة الذين اهتموا بطيبة تحتمس الأول وتحتمس الثاني والملكة حتشبسوت وتحتمس الثالث . وأصبحت طيبة بمثابة أكبر معبد في العالم لعبادة إله، وكان هذا الإله آمون رع. كانت آله أخرى تعبد في مناطق مصر المتعددة إلى جانب آمون رع الذي عـّزي إليه انتصارات المصريين منذ أحمس الأول على الهكسوس وطردهم من مصر. فكانت حروب تحتمس الثالث في بلاد النوبة والشام مثلا تحت رعاية ونصر من آمون. واختلفت دعوة أخناتون عن سابقيها بوحدانية هذا الإله دون شريك وعالمية هذا الإله حيث كان رب كل الناس المصريين والأجانب وأراد إخناتون (أو أخناتون) بهذا الدين الجديد أن يحل محل القومية المصرية.. وقد هَجَرَ الملك إخناتون طيبة برغم ما كان لها من السيادة والأبهة بعيدًا عن كهنة آمون وسمَّى نفسه (العائش في الصدق) وأقام له حاضرةً جديدةً وسماها أخيتاتون وهي تل العمارنة بمحافظة المنيا حاليا. إلا أن كهنة آمون رع في طيبة قاوموا أفكاره ورفضوا دينه الجديد.

## عالمية الإله الجديد
لم يكن آتون رب شعب ما أو مدينة معينة بل كان هو رب كل الناس التي تشرق عليهم الشمس فهو رب المصريين وشعوب آسيا وشعوب النوبة وهو راع لا يفرق بين أحد من رعيته وهو الذي أعطى كل جنس شكله وطبعه بإرادته. هذا ما نقرأه في الأنشودة التي ألفها إخناتون لعبادة آتون.

## أجزاء من الأنشودة الشمسية قبل أخناتونمن مقتنيات المتحف البريطانى في لندن

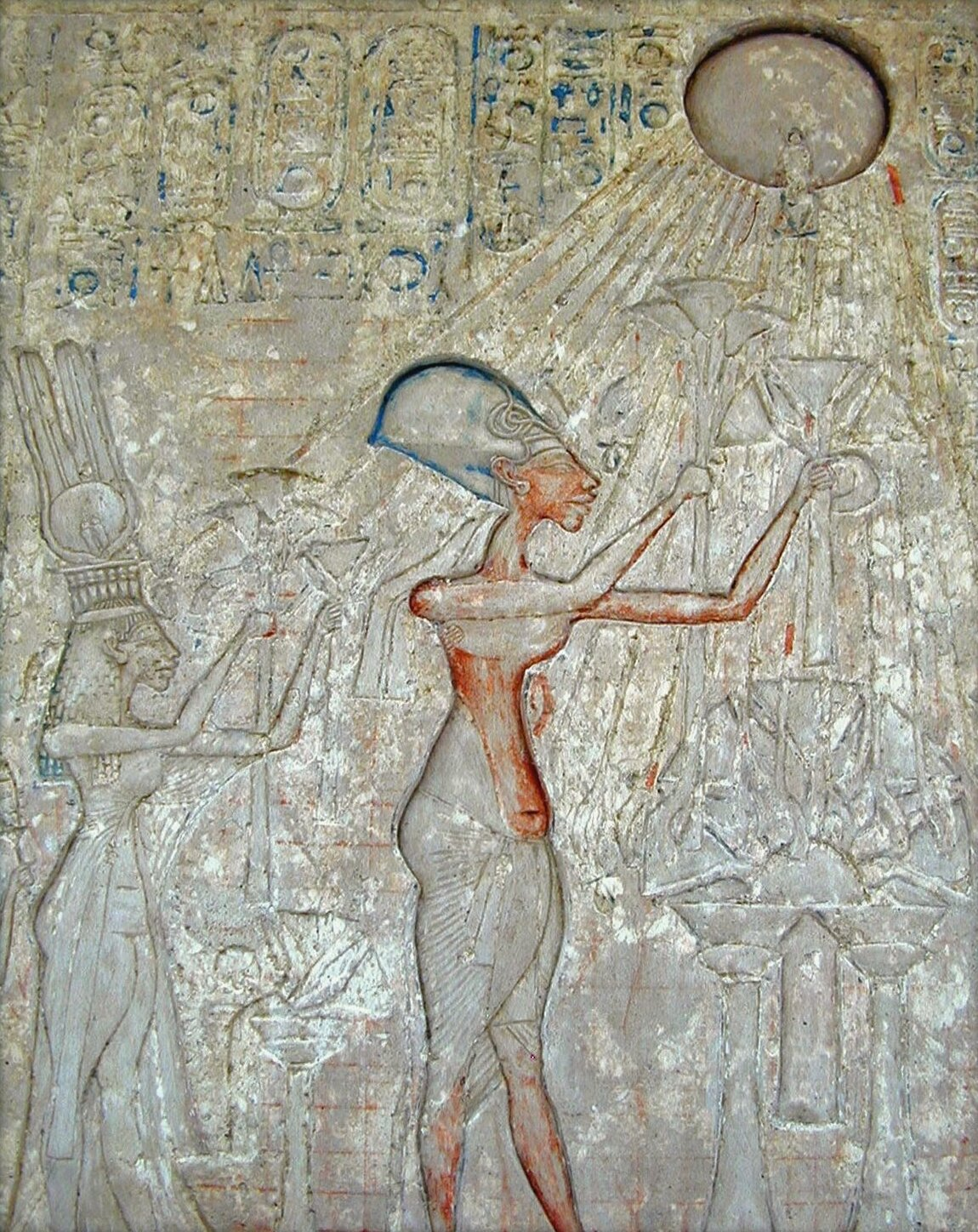
إخناتون وأسرته يصلون لآتون (الشمس) ويقدموا إليه القرابين.

وهذه الأنشودة تقول أن الوحيد كان قبل اخناتون ولكن أخناتون هو الذي أحياه وأخلص في عبادته .
"يا مذكرى بالأبديه
وحجتى في إدراك الأبدية
يامن سوى نفسه بنفسه.....
إنك صانع مصور لنفسك بنفسك
و مصور دون أن تصور
منقطع القرين في صفاته مخترق الأبديه
مرشد الملايين إلى السبل
وعندما تقلع في عرض السماء يشاهدك كل البشر
.........
أنت خالق الكل وتمنحهم قوتك
أنت ام نافعه للآلهه والبشر
وأنت صانع مجرب....
و راع شجاع يسوق ماشيته
و أنت ملجؤها ومانحها قوتها
..........
هو الذي يرى ما خلق
و السيد الاحد الذي يأخذ كل الاراضى اسرى كل يوم
بصفته واحد يشاهد من عليها
مضئ في السماء وكائن كالشمس
وهو يخلق الفصول والشهور...
و كل البلاد في فرح عند بزوغه كل يوم..لكى تسبح له."

## التوحيد
يعتقد أن فكرة التوحيد في الديانة الآتونية لها علاقة بنشأة الدين اليهودي وانها هي الاصل في فكرة التوحيد . يتبوأ بعض الباحثين والكتاب تلك النظرة، ومن ضمنهم مؤسس علم النفس سيجموند فرويد ، وهو يهودي، الذي يعتقد أن إخناتون سبق بفكرة وحدانية الإله وأن سيدنا موسى اعتقد في أفكاره وفلسفته، وكتب عن ذلك في كتابه :«موسى والوحدانية» ( [Moses and Monotheism (see also [Osarseph.

## اقرأ أيضا
- إخناتون
- أنشودة إخناتون